# バルタサール・カルロス・デ・アウストリア
バルタサール・カルロス・デ・アウストリア（Baltasar Carlos de Austria, 1629年10月17日 - 1646年3月9日）は、スペインの王太子、アストゥリアス公。

## 生涯
スペイン王フェリペ4世と最初の妃イサベル・デ・ボルボンの長男として、マドリードで生まれた。同母妹にフランス王ルイ14世妃となったマリア・テレサがいる。イサベルとの間の男子は他に育たなかったため、父フェリペ4世に大切に育てられた。ディエゴ・ベラスケスの描いた肖像画が多く残っている。オーストリア・ハプスブルク家の皇女で従妹にあたるマリア・アンナと婚約していたが、結婚前の1646年にサラゴサで急逝した。

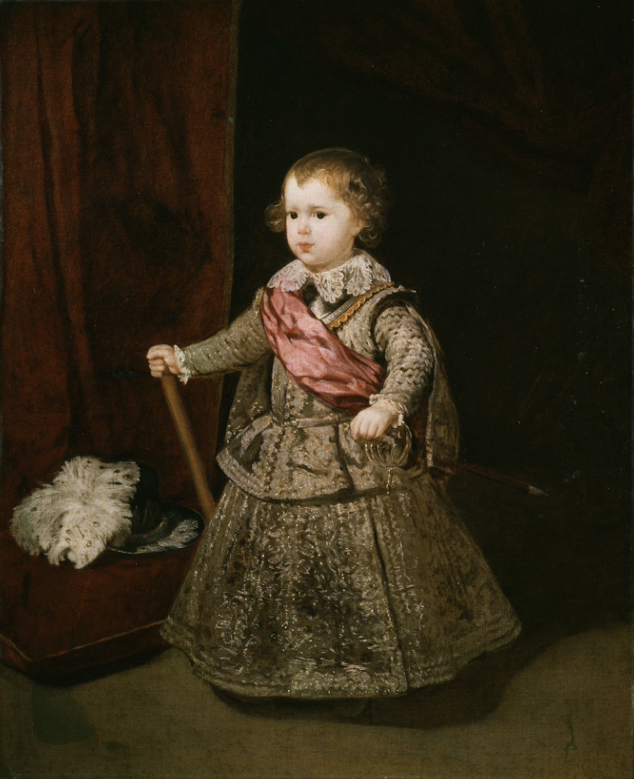
バルタサール・カルロス、ディエゴ・ベラスケス画
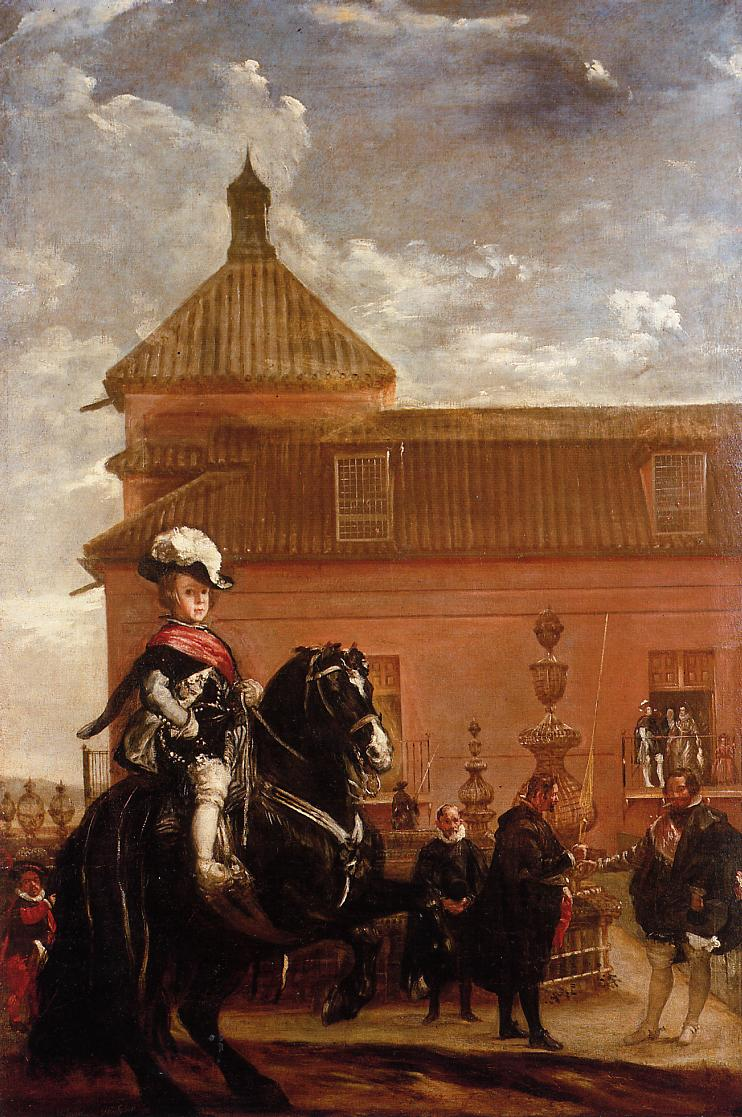
バルタサール・カルロス、ディエゴ・ベラスケス
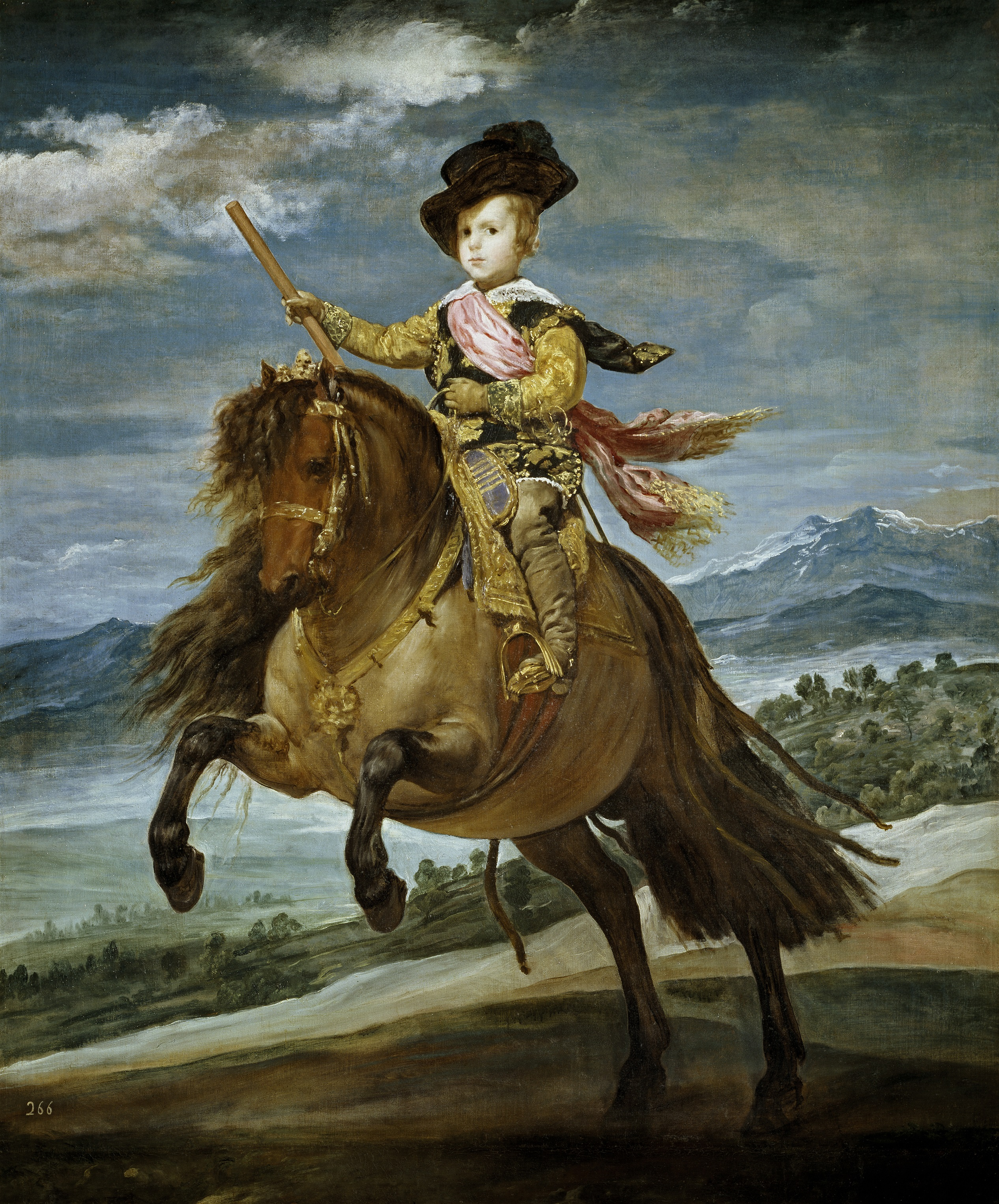
『皇太子バルタサール・カルロス騎馬像』、プラド美術館、ディエゴ・ベラスケス画